# Ekumensko gibanje
Ekumenizem (starogrško oikumené = splošen, vesoljen, obsegajoč ves svet, svetoven) je usmeritev, ki ima za cilj, da poveže in zedini vse krščanske Cerkve oziroma skupnosti. Spodbuja krščanske skupnosti in Cerkve, da se med seboj povezujejo, sodelujejo in nastopajo s skupnimi načrti.
Izraz ekumenizem izhaja iz starogrške besede (starogrško οικουμένη [ojkuméne]) ojkumene, ki pomeni vesoljen, celoten. Ekumensko gibanje spodbuja kristjane z vsega sveta k zbliževanju in sodelovanju.
Osnova ekumenizma so tiste prvine, ki so skupne vsem kristjanom in jih torej povezujejo, kot na primer: sveto pismo, krst, vera v troedinega Boga, očenaš...
Ekuménsko gíbanje je torej gibanje, ki ima za cilj enotnost vseh kristjanov. Prva stopnja je medsebojno spoznavanje, nato pa medsebojno povezovanje in sodelovanje različnih Cerkva.
Dejstvo je, da so različne krščanske Cerkve še danes med seboj ločene ali celo sprte. To je v nasprotju s svetim pismom, kjer beremo, da je Jezus pri zadnji večerji priporočal apostolom enotnost in v ta namen tudi molil.

## Zgodovina

### Temelji ekumenizma
Dejstvo je, da vsi kristjani, ki pripadajo prevladujočim krščanskim Cerkvam ali skupnostim, izpovedujejo isto vero in sicer:
1. v Jezusa kot Gospoda in Odrešenika v življenju vernika kakor tudi po smrti;
2. da je sveto pismo navdihnjena Božja beseda[6], in da
3. da prejeti krst po Trojičinem obrazcu briše grehe ter prejemnika včlanja v krščansko skupnost.

To troje velja za osnovo ekumenizma in njegovega cilja, ki obstaja v krščanski enotnosti – ne glede na to, da na pot in cilj posamezne skupnosti ne gledajo z istega zornega kota.
Zagovorniki tega krščansko-vesoljnega gibanja navajajo odlomek iz evangelija po Janezu, kjer se nahaja takoimenovana Velikoduhovniška molitev kot svetopisemski temelj za prizadevanje za cerkveno edinost; pri tem pomeni za katoličane ekumenizem pot, a edinost cilj. Tukaj namreč Jezus moli: "Da bi bili vsi eno," da bi (iz te enotnosti med kristjani preostali) svet spoznal, da je Jezusa poslal Oče in da bi ljudje verjel evangeljskemu sporočilu”. 

#### Začetki gibanja
Ekumenizem se je razvil v začetku 20. stoletja med pripadniki različnih protestantskih skupnosti. Za začetek gibanja po navadi štejejo Svetovno misijonarsko konferenco v Edinburghu leta 1910. Udeleženci konference so poudarili, da vse kristjane povezuje Jezusovo naročilo širjenja evangelija.
1937 je bil ustanovljen Ekumenski svet Cerkva, v katerem sodelujejo kot članice skoraj vse krščanske Cerkve in denominacije. Katoliška Cerkev je sicer največja krščanska skupnost, vendar ni članica tega svèta, pač pa sodeluje kot opazovalka.

## Različni pogledi na pot in cilj

### Prispevek katoliške Cerkve

#### Katoliško stališče
Rimskokatoliška Cerkev je bila v začetku do ekumenizma precej zadržana v prepričanju, da je samo ona prava Kristusova Cerkev in da se ločeni kristjani morajo vrniti k njej. 
Papež Pij XII.
Položaj se je začel spreminjati že s papežem Pijem XII., ki je pokazal med drugim tudi večje razumevanje in odprtost v zvezi z večstoletnim sporom glede na kitajske in druge misijone. Vodstvo Cerkve je namreč v zadnjih dveh stoletjih prepovedovalo vnašanje "poganskih" prvin v cerkveno bogoslužje in versko ter moralno učenje; od misijonarjev celo zahtevalo tozadevno prisego. Tako je z izrednimi uspehi uspešno širil krščanstvo na Kitajskem zlasti Matteo Ricci in drugi jezuiti v tako imenovanih Kitajskih misijonih in drugod po Aziji v želji, da bi krščanstvo približali domačinom. 
Leta 1939 je po dveh stoletjih Sveti sedež to vprašanje ponovno ocenil. Papež Pij XII. je tako 8. decembra 1939 izdal odlok, s katerim je kitajskim katoličanom dovolil, da upoštevajo obrede spoštovanja prednikov in sodelujejo pri slovesnostih v počastitev Konfucija, kakor tudi uporobo Božjega imena po Riccijevih navodilih.
To pravzaprav ni bila nikakršna novotarija, ampak pozabljeno starodavno splošno načelo, da včasih sprejemajo blagovestniki izročila domorodcev celo v krščansko cerkveno bogoslužje - pod pogojem seveda, da se takšna izročila skladajo z resničnim in pristnim duhom liturgije. To načelo je za sprejemljivo zopet razglasil Drugi vatikanski koncil (1962–65).
Ni neznano, da sta tako uspešno delovala pred več kot tisoč leti med tedanjimi Slovani in Slovenci tudi sveta solunska brata Ciril in Metod - kar pa je tudi v tistih časih naletelo na podobna nasprotovanja, prepovedi in celo preganjanja od vrha navzdol. Pred tem časom je bila v tem velikodušnem smislu znana podobna irska metoda, pa tudi predhodno so nekateri blagovestniki koristno uporabljali "poganske" prvine, da so jih vpletali in povezovali s krščanskim oznanilom. 
Papež Janez XXIII.
V tem odprtem duhu je s svojim aggiornamentom nadaljeval papeževanje tudi njegov naslednik papež Janez XXIII.. Tako se je začela vsestranska prenova katoliške Cerkve z namenom, da bi spregovorila govorico, ki jo danšnji svet lažje razume. To je prispevalo k izboljšanja odnosov z drugimi krščanskimi Cerkvami – na nek način pa z vsemi verujočimi – pa tudi z neverujočimi. Cerkev se je hotela približati današnjemu svetu in spregovoriti na način, ki bi bil današnjemu človeku bolj razumljiv. V tem smislu je naletela v času hladne vojne na ugoden sprejem okrožnica papeža Janeza XXIII.. On je ns splošno presenečenje, kljub visoki starosti, 25. januarja 1959 napovedal, da bo sklical Drugi vatikanski koncil. Koncil se je zaključil leta 1965 pod papežem Pavlom VI. Nanj so bili prvič po več stoletjih kot opazovalci povabljeni tudi predstavniki drugih krščanskih Cerkva.
Papež Pavel VI.
Pavel VI. je v zvezi z zapletenimi vprašanji, ki so zadevala pokoncilsko obnovo znotraj Cerkve, kakor tudi v odnosih z drugimi, zlasti krščanskimi brati in glede sodelovanja v ekumenskem gibanju osnoval Mednarodno teološko komisijo, kater člani so bili tudi znane osebnosti s področja teologije, kakor tudi ekumenizma, iz tedanje - danes bivše Jugoslavije so bili člani tudi: Anton Strle, Franc Perko, Tomislav Šagi-Bunić, Tomislav Ivančić in drugi. 
Papež Pavel VI. se je med romanjem v Sveto deželo srečal s carigrajskim patrijarhom Atenagorom I. V Jeruzalemu sta skupaj molila očenaš in preklicala izobčenje iz leta 1054, ko se je začel vzhodni razkol, ki do danes ni prenehal; medtem so precejšnje število predhodnih manjših razkolov uspeli zgladiti. Ne smemo zanemariti, da sta bila papeška poslanca tudi 1054. leta v Carigradu prav s tem namenom - a so stvari krenile v nasprotno smer. 
Cel Drugi vatikanski koncil je bil usmerjen k večji povezanosti med kristjani; eden od koncilskih dokumentov pa je v celoti posvečen ekumenizmu - to je odlok Unitatis Redintegratio, slovensko imenovan Odlok o ekumenizmu (dobesedno Obnovitev edinosti s kratico E).

#### Smernice 2. vatikanskega vesoljnega cerkvenega zbora
Katoliška Cerkev je z drugim vatikanskim koncilom glede pogovora med kristjani določila naslednje smernice:
1. Celotna misel koncila je bila obnova Cerkve, ki se mora zato odpreti današnjemu svetu, najprej pa ločenim kristjanom; zato koncil spodbuja ekumenski pogovor.[19]. “Katoliška Cerkev rada priznava visoko vrednost tega, kar so k uresničevanju človeškega dostojanstva, bratskega občestva in svobode prispevale in prispevajo druge krščanske Cerkve ali cerkvene skupnosti. (Pastoralna konstitucija o Cerkvi v sedanjem svetu/Gaudium et spes CS 40,4; 39,3).
2. Ekumenizem morajo spodbujati škofje (Odlok o škofih /Christus Dominus/ Š 16,7).
3. Duhovniki naj ne pustijo vnemar bratov, ki nimajo polnega cerkvenega občestva s katoličani (Odlok o duhovnikih /Presbyterorum ordinis/ D 9,4).
4. Med novokrščenci je treba gojiti ekumenskega duha (Odlok o misijonski dejavnosti Cerkve / Ad gentes M 15,5).
5. Katoličani naj marljivo sodelujejo v ekumenskem delu in prepoznavajo znamenja časa (E 4).
6. Katoličani morajo v svojem ekumenskem delovanju nedvomno skrbeti za svoje ločene brate, moliti z njimi, razpravljati z njimi o cerkvenih stvareh in jim iti naproti (E 4,5).
7. Potrebno je, da katoličani z veseljem prepoznamo in cenimo resnično krščanske dobrine, ki izhajajo iz skupne dediščine in se nahajajo med ločenimi brati (E 4,8).
8. Dejavni ekumenizem mora spremljati:
  1. prenova Cerkve kot krepitev zvestobe svoji poklicanosti, vključno s svetopisemskimi in liturgičnimi gibanji, oznanjevanjem Božje besede, katehezo, posvetnim apostolatom, zakonsko duhovnostjo itd. (E 6),
  2. notranje spreobrnjenje (E 7,1),
  3. soglasna molitev za edinost (E 8,1),
  4. medsebojno poznavanje različnih Cerkva z boljšim poznavanjem nauka, zgodovine, duhovnega in kulturnega življenja ter verske psihologije drugih Cerkva (E 9),
  5. ekumenska vzgoja (E 10,1) in
  6. med drugim izboljšanje globine in natančnosti jezika, s katerim je izražen nauk vere (E 11).

### Pravoslavno iskanje
Številni teologi vzhodnih in bližnjevzhodnih pravoslavnih Cerkva sodelujejo zadnje čase v verskem pogovoru med seboj in z nekaterimi zahodnimi Cerkvami. Vzhodni pravoslavci so sodelovali v ekumenskem gibanju s študenti, dejavnimi v Svetovni študentski krščanski zvezi od poznega 19. stoletja. Večina vzhodnih pravoslavcev in vse bližnjevzhodne pravoslavne cerkve so članice Ekumenskega sveta cerkva. Škof Vzhodne pravoslavne cerkve Kalist je izjavil, da je ekumenizem "pomemben za pravoslavje: pomagal je prisiliti različne pravoslavne Cerkve iz njihove pregovorne osamitve, zaradi česar so se srečale druga z drugo in vstopile v življenjski stik z nepravoslavnimi kristjani."
Zgodovinsko gledano je bil odnos med vzhodno pravoslavno cerkvijo in anglikansko skupnostjo v novejšem času dokaj prijazen, saj je carigrajski patriarh leta 1922 priznal anglikanska škofovska – in prek njih tudi duhovniška posvečenja kot veljavna.
Poleg tega so nekateri vzhodnopravoslavni škofje sodelovali pri posvetitvi anglikanskih škofov; tako je 1870 bil grški pravoslavni nadškof Ciklade (ki obsega otoke Syros, Tenos in Delos), Lycurgus eden od soposvečevalcev anglikanskega škofa MacKenzija za nottinghamskega pomožnega škofa.
Od leta 1910 do 1911, v obdobju pred prvo svetovno vojno, je vzhodno-pravoslavni škof Rafael »dovolil izmenjavo službe z anglikanci v krajih, kjer so bili člani enega ali drugega občestva brez svoje duhovščine«. Škof Rafael je tudi izjavil, da lahko v krajih, "kjer ni stalnega pravoslavnega duhovnika", podeli pravoslavnemu verniku poroko, krst in obhajilo anglikanski duhovnik. Leta 1912 pa je škof Rafael prekinil medobčestvo, potem ko je zvedel, da anglikansko občestvo vsebuje različne krščanske skupnosti, npr. ‘’visoko cerkev’’, ‘’evangeličane’’ itd. Kmalu po Prvi svetovni vojni pa je 1927 zaživelo "Društvo svetega Albana in Sergeja" (The Fellowship of Saint Alban and Saint Sergius) kot nekaka "družba anglikanske in Vzhodne Cerkve". Delovalo je za ekumenizem med obema; svoje delo nadaljuje vse do danes. 
Z ekumensko pomočjo metodistov v Združenih državah so ponovno odprli dve ruski pravoslavni semenišču in pravoslavni škof je iz hvaležnosti podal tole izjavo: »Službe, ki jih opravljajo ameriški metodisti in drugi krščanski prijatelji, bodo zapisane v zgodovine Pravoslavne Cerkve kot eno njenih najsvetlejših strani v tistem temnem in težkem času za krščanstvo. Nikoli ne bomo pozabili samaritanskega služenja, ki nam ga je nesebično ponudila celotna vaša skupnost. Naj bo to začetek tesnejšega prijateljstva med našimi Cerkvami in narodi. "
K ekumenskemu delu oziroma delu za povezovanje s pravoslavjem so dali svoj delež tudi nekateri Slovenci; bolj znani so prvi mariborski škof Slomšek, cerkveni zgovorinar Grivec, kakor tudi škof Gnidovec. Na teh temeljih je leta 1963 pričelo zlasti po prizadevanju Vesenjaka in Perka sodelovanje katoliške Ljubljanske teološke fakultete s beograjsko pravoslavno fakulteto.

### Protestantizem

#### Tajzejsko gibanje
V nekem smislu čisto svojo posebno pot glede ekumenizma ubira Taizejsko gibanje, katerega jedro je meniška skupnost katoliških in protestantovskih redovnikov. Tam se vsako leto zbirajo mladi na večdnevna srečanja in duhovne obnove. Novoletna srečanja pa se odvijajo vsako leto v drugi evropski državi. Letošnje tako srečanje je bilo v Ljubljani, kjer je 5000 mladih skupaj molilo za mir v svojem srcu, v družinah in po celem svetu.
Na udeležence tega 46. evropskega srečanja Tajzejske skupnosti, ki se je od 28. decembra 2023 do Novega leta 2024 odvijalo v Ljubljani, so deževala novoletna voščila z vseh koncev sveta. Med njimi so bili anglikanski nadškof Justin Welby in glavni tajnik Ekumenskega sveta Cerkva Jerry Pillay, glavni tajnik Združenih narodov António Guterres ter predsednica Evropske komisije Ursula von der Leyen.
Carigrajski ekumenski patriarh Bartolomej hvali to »duhovno izročilo, ki čez štirideset let ustvarja edinstven prostor, kjer mladi različnih krščanski veroizpovedi iz vse Evrope skupaj hodijo na romanju edinosti in sprave«. Pri tem odkrivajo »bogastvo naših razlik in moč naše edinosti v veri«. Mladi morajo »prevzeti pomembno vlogo pri graditvi boljšega sveta, ki ga vodi sloga, vera in miroljubnost.« Papež Frančišek pa mlademu rodu polaga na srce: »Drznite si graditi drugačen in boljši svet, kot je sedanji in to naj bo svet sodelovanja, razumevanja in ljubezni.« 

#### Razne skupnosti vedno bolj prežema ekumensko zbliževanje
Protestanti so na splošno vključeni v različne ekumenske skupine, ki si v nekaterih primerih prizadevajo za stvarno versko enotnost, v drugih primerih pa zgolj za namensko sodelovanja. Široka pahljača protestantskih veroizpovedi in različnih stališč včasih hudo ovira tovrstno polno sodelovanje. Schlinkova knjiga »Ökumenische Dogmatik« (1983, 1997) predlaga pot skozi te težave do medsebojnega priznavanja in prenovljene cerkvene enotnosti.
1999 se je srečalo predstavništvo Svetovne luterantske zveze s ppredstavništvom Katoliške Cerkve; podpisali so ‘’Skupno izjavo o nauku o opravičenju’’ in s tem končali spor o zadevi opravičenja, ki je bila srž protestantovske reformacije. To izjavo so podpisali 2006 predstavniki ‘’Svetovne metodistične zveze’’.  Izjavo je sprejela 2017 tudi Svetovna zveza reformiranih Cerkva, ki predstavlja 80 milijonov članov prezbiterijancev, reformiranih, prenovljenih in drugih protestantovskih skupnosti. .

## Slikovna zbirka
- Ekumenski pogovor v Novem Sadu med Katoliško, Pravoslavno, Reformatsko in Evangeličansko Cerkvijo 12. septembra 2006
- Škof Irenej se je udeležil skupaj s pravoslavno duhovščino maše v katoliški cerkvi na proščenje 12. septembra 2006
- Ustanovitelj Tajzejskega gibnja brat Roger med molitvijo
- Mladina moli za mir v svetu in povezanost kristjanov v Taizejski cerkvi sprave
- Anglikanski duhovnik v Gibanju za življenje koraka 2015 skupaj z drugimi kristjani v Washingtonu
- Luteranski kristjan Nathan Söderblom je prejel 1930 Nobelovo nagrado za mir

#### Splošna dela
- Jean Anderfuhren, Pour relancer l'œcuménisme, Labor et Fides, 1999
- André Birmelé, La Communion ecclésiale : progrès œcuméniques et enjeux méthodologiques, Cerf/Labor et Fides, 2000
- Marc Boegner: L'exigence œcuménique. Souvenirs et perspective. Albin Michel, 1968 isbn 978-2-226-21170-5
- Yves Congar, Chrétiens en dialogue : contributions catholiques à l’œcuménisme, Paris, Cerf, 1964
- Yves Congar, Diversités et communion : dossier historique et conclusion théologique, Paris, Cerf, 1982
- Oscar Cullmann, L'Unité par la diversité, Cerf, 1986
- Étienne Fouilloux, Les catholiques et l'unité chrétienne du Predloga:S mini- au Predloga:S mini- siècle : Itinéraires européens d'expression française, Centurion, 1993
- Adrian Geense, Œcuménisme et universalisme : propos d'un théologien européen, Labor et Fides, 1996
- Michael Hurley, L'Œcuménisme, Sherbrooke, Qué., Éditions Paulines, 1971 ISBN 0-88840-157-4
- Walter Kasper, Sacrement de l'unité. Eucharistie et Église, Cerf, 2005
- Walter Kasper, Manuel d'œcuménisme spirituel, Paris, Nouvelle Cité, 2007
- Jean Laporte, L'Œcuménisme et les Traditions des Églises, Cerf, 2002
- Marc Lienhard, Identité confessionnelle et quête de l'unité : catholiques et protestants face à l'exigence œcuménique, Lyon, éditions Olivétan, 2008
- Gabriel Mützenberg, L'Éthique sociale dans le mouvement œcuménique, Labor et Fides, 1992
- Peter Neuner, Théologie œcuménique : la quête de l'unité des Églises chrétiennes, Cerf, 2005
- Georges-Henri Ruyssen, Eucharistie et Œcuménisme, Cerf, 2008
- Bernard Sesboüé, Pour une théologie œcuménique, Cerf, 1990
- Bernard Sesboüé, La Patience et l'Utopie : jalons œcuméniques, Paris, DDB, 2005
- Georges Tavard, L'Œcuménisme, Que sais-je ? Predloga:Numéro, PUF

(angleško)
- Willem Visser 't Hooft, Has the Ecumenical Movement a Future ?, John Knox Press, Atlanta, 1974 ISBN 0-8042-0917-0

#### Skupne izdaje
- Conseil œcuménique des Églises, Commission Foi et Constitution, Baptême, eucharistie, ministère, 1982-1990, 1993
- Groupe des Dombes, Pour la communion des Églises. L’apport du groupe des Dombes 1937-1987, Paris, Centurion, 1988
- Groupe des Dombes, Pour la conversion des Églises. Identité et changement dans la dynamique de communion, Paris, Centurion, 1991

#### Monografije
- Jean-Claude Escaffit, Moïz Rasiwala: Histoire de Taizé. Paris 2008, Éditions du Seuil, 215 str. isbn=978-2-02-095341-2
- Lorenz Jaeger, Le Décret de Vatican II sur l'œcuménisme, Coll Église vivante, Tournai, Casterman, 1965
- Jacques Maury, W.A. Visser 't Hooft, pionnier de l'œcuménisme, Paris, Cerf, 2001 ISBN 2204067997
- Richard Stauffer, Moïse Amyraut : un précurseur français de l'œcuménisme, Les bergers et les mages, 1962
- Willem Visser 't Hooft, Le Temps du rassemblement (Mémoires), Paris, Seuil, 1975

(angleško)
- Philip Potter, Willem Visser 't Hooft, J. G. M. Willebrands, The Gospel for All Realms of Life: Reflections on the Universal Christian Conference on Life and Work, Stockholm 1925, World Council of Churches, ISBN 2-8254-0522-1

#### Članki
(francosko)
- Bruno Chenu, Le ministère de Pierre a-t-il un avenir œcuménique ?, in Études 2003/3 - Tome 399, sur le site Cairn

(špansko)
- Juan Bosch, Para comprender el ecumenismo. Editorial Verbo Divino, 1991, ISBN 978-84-7151-725-8
- Jutta Burggraf, Conocerse y comprenderse: una introducción al ecumenismo. Ediciones Rialp 2008, ISBN 978-84-321-3456-2

(angleško)
- Edward Cassidy, Edward Idris,  Ecumenism and interreligious dialogue: Unitatis redintegratio, Nostra aetate (Rediscovering Vatican II). Paulist Press, Mahwah, New Jersey (EE. UU.) 2005, ISBN 0-8091-4338-0